# Giuseppe Sergi
Giuseppe Sergi (Messina, 20 marzo 1841 – Roma, 17 ottobre 1936) è stato un antropologo e psicologo italiano.

## Biografia
Iniziata la sua attività come professore di filosofia nei licei subito dopo la laurea, nel 1878 aveva avuto dal Ministero della Pubblica Istruzione autorizzazione a tenere un corso di psicologia all'Università di Messina, quindi nel 1879 insegna filosofia teoretica all'Accademia Scientifico-Letteraria di Milano, per approdare, nel 1880, all'ateneo bolognese con un insegnamento di antropologia presso la Facoltà di Lettere. Negli anni seguenti, grazie all'attività del primo Laboratorio di antropologia e psicologia sperimentale italiano, da lui fondato nel 1889 presso l'Ateneo romano dove si era trasferito nel 1883, sviluppò un programma di ricerche scientifiche nell'ambito della psicologia e dell'antropologia, tramite anche la fondazione dell'Istituto di Antropologia nel 1893, dando così nuova dignità scientifica alle ricerche antropologiche e psicologiche in Italia.
La sua fama è legata soprattutto allo studio dei tipi umani fossili e al grande lavoro di classificazione antropologica, nel quale, fra l'altro, si avvalse di un metodo di valutazione della morfologia del cranio da lui ideato e descritto, ad esempio, nell'opera L'uomo, secondo le origini, l'antichità, le variazioni e la distribuzione geografica del 1911.
A lui si deve l'attribuzione nel 1929 alla specie dell'Homo neanderthalensis del cranio del cosiddetto Uomo di Saccopastore (in realtà appartenuto a una donna), nome dato al tipo umano fossile ritrovato nei pressi dell'Aniene a Roma.
Seguace delle teorie evoluzionistiche formulò ipotesi originali che ebbero, ai suoi tempi, notevole risonanza (origine ed evoluzione dei popoli mediterranei; origine e sviluppo dei popoli italici; ecc.).
Si occupò anche di filosofia, pedagogia (sua allieva fu Maria Montessori), linguistica, fisiologia e psicologia sperimentale, facendosi promotore della istituzione di cattedre di psicologia nelle università italiane. Con Enrico Morselli, fonda la Rivista di Filosofia Scientifica. La sua psicologia è orientata in senso organicistico e obiettivo, ed il suo lavoro interdisciplinare fu condotto con il preciso scopo di conferire uno statuto scientifico alla psicologia.
A lui si deve anche l'istituzione della Società Romana di Antropologia (oggi Istituto italiano di antropologia) nel 1893 e la fondazione a Roma del primo laboratorio di psicologia sperimentale. Noto anche all'estero per i suoi contributi nelle scienze dell'uomo, riuscirà a portare il III Congresso Internazionale di Psicologia a Roma, nel 1905, sotto la sua presidenza. Fu membro dell'Accademia Peloritana dei Pericolanti.
Nel 1913 fondò il Comitato Italiano per gli Studi di Eugenica.
Sergi, insieme a Ernst Haeckel, fu anche attivista nel Libero Pensiero, organizzò il Congresso internazionale del Libero Pensiero presso il collegio Romano nel 1904 e fu difensore di Francisco Ferrer, partecipando attivamente a manifestazioni contro il suo arresto e proponendo una educazione laica e razionale come emancipatrice delle classi più disagiate.
Per la sua attività di antropologo e i risultati conseguiti gli è stato dedicato il Museo di Antropologia all'Università La Sapienza di Roma.
Anche il figlio Sergio fu un antropologo.

## Opere
- Principi di psicologia del 1874.
- Teoria fisiologica della percezione del 1881[8].
- Per l'educazione del carattere del 1884[9].
- Le degenerazioni umane del 1889.
- Psicologia per le scuole del 1890[10].
- Varietà umane. Principio e metodo di classificazione del 1893.
- Dolore e piacere. Storia naturale dei sentimenti del 1894[11].
- Arii e Italici: attorno all'Italia preistorica del 1898.
- La decadenza delle nazioni latine del 1900.
- La psiche nei fenomeni della vita del 1901[12].
- L'uomo, secondo le origini, l'antichità, le variazioni e la distribuzione geografica del 1911.
- Problemi di scienza contemporanea, Fratelli Bocca, Torino, 1916.
- Il posto dell'uomo nella natura. Precedono: Nuovi principi dell'evoluzione organica, Fratelli Bocca, Torino 1929.
- Psiche, Fratelli Bocca, Torino, 1930.
- Da Alba Longa a Roma, Fratelli Bocca, Torino 1934.